# 110-вершинный граф Иванова — Иофиновой
110-вершинный граф Иванова — Иофиновой — полусимметричный кубический граф с 110 вершинами и 165 рёбрами.

## Свойства
Иванов и Иофинова доказали в 1985 году существование пяти и только пяти полусимметричных кубических двудольных графов, группы автоморфизмов которых действуют примитивно на каждой доле двудольного графа. Наименьший такой граф имеет 110 вершин. Остальные четыре имеют 126, 182, 506 и 990 вершин. 126-вершинный граф Иванова — Иофиновой известен также как 12-клетка Татта.
Диаметр 110-вершинного графа Иванова — Иофиновой (наибольшее расстояние между любой парой вершин) равен 7. Радиус его равен также 7. Его обхват равен 10.
Граф 3-связен и рёберно 3-связен — чтобы сделать его несвязным, нужно удалить по меньшей мере три ребра или три вершины.

### Раскраска
Хроматическое число 110-вершинного графа Иванова — Иофиновой равно 2 — его вершины можно раскрасить в два цвета так, что никакие две вершины одного цвета не соединяются ребром.
Его хроматический индекс равен 3 — рёбра графа можно выкрасить в 3 цвета так, что никакие два ребра одного цвета не сходятся в одной вершине.

### Алгебраические свойства
Характеристический многочлен графа равен {\displaystyle (x-3)x^{20}(x+3)(x^{4}-8x^{2}+11)^{12}(x^{4}-6x^{2}+6)^{10}}.
Группа симметрии является проективной группой PGL2(11) с 1320 элементами.

## Полусимметрия
Немногие графы показывают полусимметрию — большинство рёберно-транзитивных графов также и вершинно-транзитивны. Самым маленьким полусимметричным графом является граф Фолкмана с 20 вершинами, который является 4-регулярным.
Три наименьших кубических полусимметричных графа — это граф Грея с 54 вершинами, этот наименьший из графов Иванова — Иофиновой с 110 вершинами и граф Любляны с 112 вершинами.